# Silvtjärnen, Lappland
Silvtjärnen är en sjö i Arvidsjaurs kommun i Lappland och ingår i Byskeälvens huvudavrinningsområde. Silvtjärnen ligger i Vittjåkk-Akkanålke Natura 2000-område.